# Přírodní rezervace Strunjan
Přírodní rezervace Strunjan (slovinsky Naravni rezervat Strunjan) je část chráněné krajinné oblasti Strunjan (slovinsky Krajinski park Strunjan), která se nachází na slovinském severním pobřeží Jaderského moře na Strunjanském poloostrově.

## Historie
Přírodní rezervace Strunjan byla vyhlášena v roce 1990.

## Popis
Rezervace zaujímá 160 ha pobřeží poloostrova s přilehlým pásem moře o délce 200 metrů. Jedná se o 4 km dlouhé a až 80 metrů vysoké útesy tvořené flyšovými sedimenty složenými z pískovce, slínu a turbiditu. Jde o nejdelší nepřerušovaný přírodní úsek pobřeží v celém Terstském zálivu, který se rozprostírá od Strunjanské zátoky severně od obce Strunjan až k Simonově zátoce u obce Izola. Zahrnuje též tři mysy – Strunjan, Ronek a Kanu.
Přilehlé svahy jsou zarostlé přirozenými lesními či křovinatými společenstvy. Přírodovědně nejcennější je mys Ronek, 80 metrů vysoký sráz do moře, s výskytem některých endemických druhů rostlin (myrta, zvláštní jahodový keř). Tento mys je zároveň největším flyšovým útesem na celém jaderském pobřeží.
Do pobřežní části moře patří i zátoka Svatého Kříže (slovinsky zatek Svatega Križa) mezi mysy Ronek a Strunjan, a též Měsíční záliv s podmořskými loukami a bohatou mořskou faunou (např. mušle, krabi, mořští koníci nebo skoro metr vysoké schránky měkkýšů Pina nobilis).

## Rybolov
Území má tradici rybolovu. Ten, s ohledem na ochranu životního prostředí, je zde povolen pouze malými bárkami a jen několik měsíců v roce, aby rybí populace měla dostatek času ve zbývajícím období opět regenerovat.

## Naučná stezka
Rezervací vede naučná stezka s informačními tabulemi, které informují o místních útesech, fauně a flóře.